# Zwerg-Seerose
Die Zwerg-Seerose (Nymphaea tetragona) ist eine Pflanzenart aus der Gattung der Seerosen (Nymphaea).

## Beschreibung
Diese mehrjährige krautige Pflanze lebt mit ihren Rhizomen und Wurzeln ständig unter Wasser, Blattspreiten und Blüten befinden sich auf der Wasseroberfläche.
Die untergetauchten Rhizome wachsen aufrecht und unverzweigt. Aus ihnen entspringen die auf der Wasseroberfläche treibenden Blattspreiten an langen Blattstielen. Die schildförmige Blattspreite ist rund bis leicht oval, 5 bis 12 Zentimeter lang und 3,5 bis 9 Zentimeter breit, bis zum Stiel tief herzförmig eingeschnitten; die Blattränder liegen an der Spreitenbasis parallel zueinander.
Die an langen Blütenstielen an der Wasseroberfläche liegenden Blüten blühen von Juni bis September. Die leicht duftenden, großen, sternförmigen, zwittrigen Blüten weisen einen Durchmesser von 3 bis 7,5 cm auf. Die Nahtstelle von Kelchblättern und Fruchtknoten ist vierkantig, darauf bezieht sich der wissenschaftliche Name. Die vier freien Kelchblätter sind grün. Die acht bis 17 freien Kronblätter sind weiß, im Zentrum der Blüte rosa gefärbt. Nach innen ist ein fließender Übergang von Kronblättern zu Staubblättern zu beobachten. Die 30 bis 70 Staubblätter sind gelb-orange. Die Staubfäden sind breiter als die Staubbeutel. Die Fruchtblätter sind verwachsen, die Narbe endet in fünf bis acht Narbenlappen.
Die kugeligen Früchte weisen einen Durchmesser von 2 bis 2,5 Zentimetern auf. Die glatten, runden Samen messen etwa 2 bis 3 × 1,5 bis 2 Millimeter und sind damit etwa 1,3 bis 1,5 mal länger als breit.
Die Chromosomenzahl beträgt 2n = 28, 66, 84 oder 112.

## Verbreitung
Die Zwerg-Seerose ist in der borealen Zone weit verbreitet und kommt in Nordeuropa, Nordasien und im Norden Nordamerikas vor. In Ostasien reicht ihre Verbreitung in den Hochlagen der Gebirge weiter südlich. Das Verbreitungsgebiet umfasst Finnland, das nördliche europäische Russland, Sibirien, Japan, Korea, China, Russlands Ferner Osten, Kasachstan, Mongolei, Indien, Myanmar, Alaska und Kanada. In Washington ist die Art ausgestorben.

## Sorten

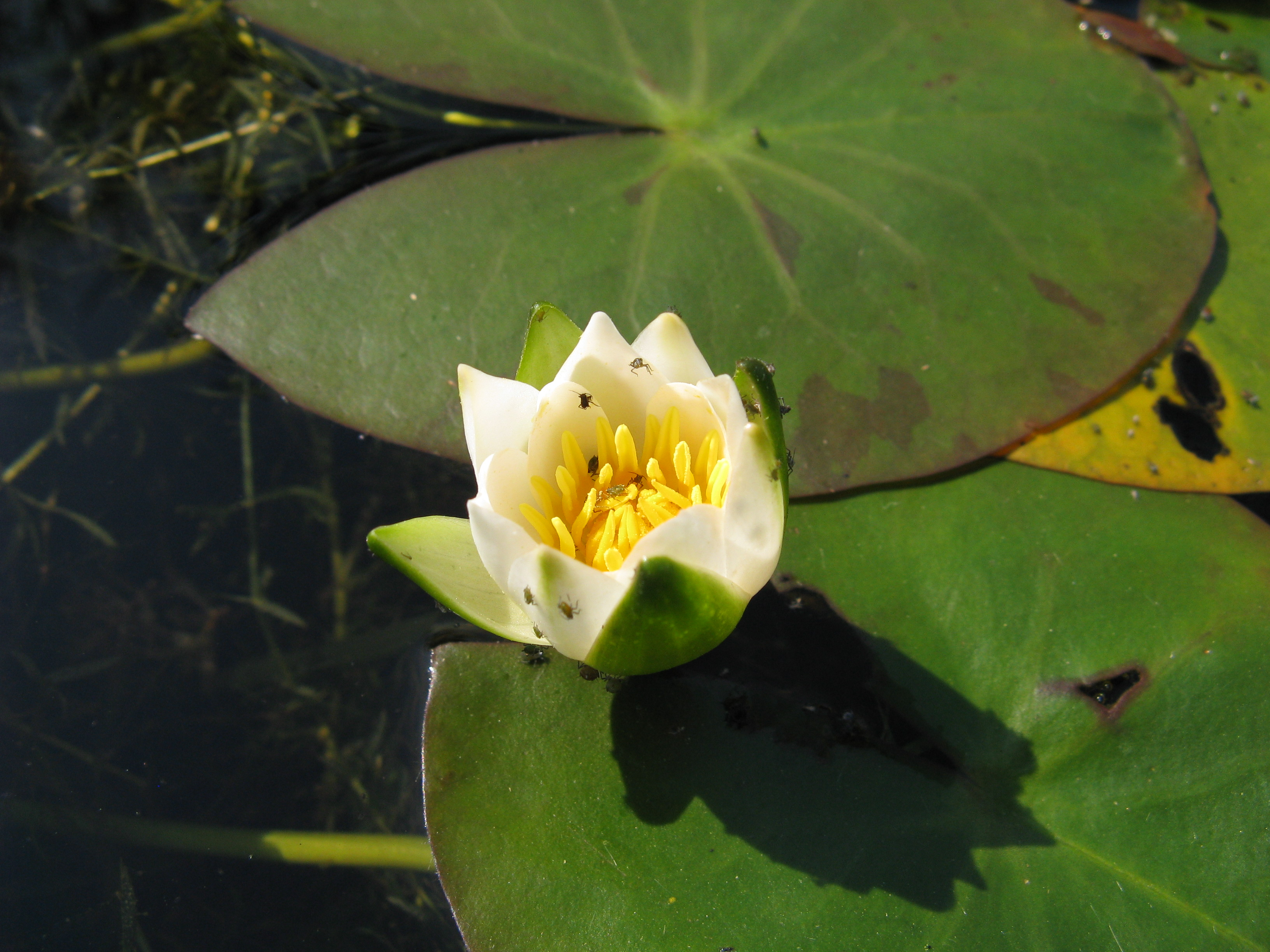
Zwerg-Seerose (Nymphaea tetragona)

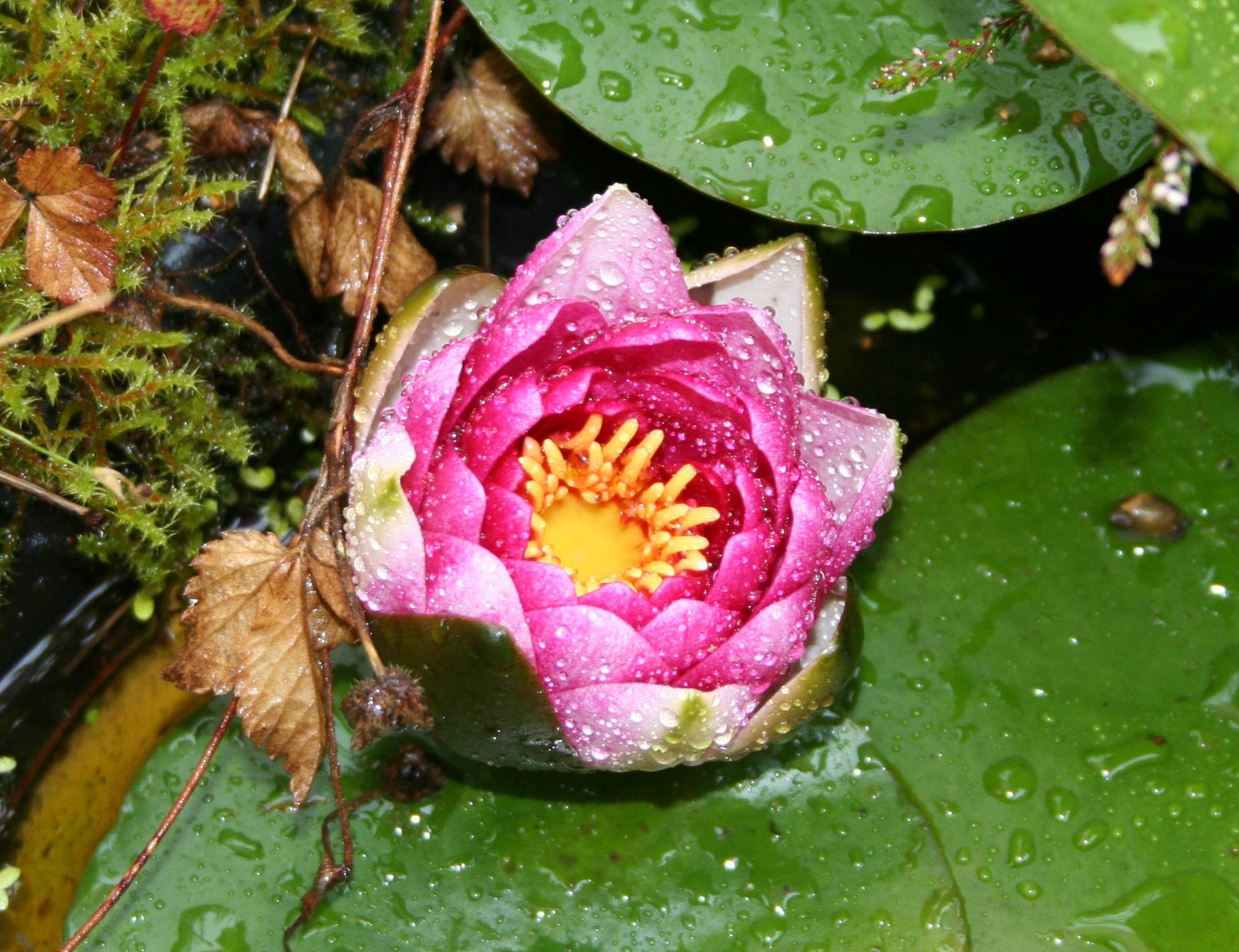
Rote Zwerg-Seerose (Nymphaea 'Pygmaea Rubra')

Die Zwerg-Seerose findet Verwendung als Zierpflanze. Sie eignet sich für sonnige Standorte bis zu einer Wassertiefe von 15 bis 30 cm.
Im Handel wird auch das Synonym Nymphaea pygmaea (Salisbury) W.T.Aiton benutzt. Dieser Name wird auch für eine Seerose aus dem subtropischen bis tropischen Klima in China, Japan und Vietnam verwendet. Als „Grüne Zwergseerose“ wird die in Südamerika heimische Art Nymphaea glandulifera bezeichnet.
Einige Sorten:    
- Nymphaea 'Pygmaea Alba': Blüten rein weiß
- Nymphaea 'Pygmaea Rubra': Blüten karminrot. Wächst gut in kühlerem Klima. Unter dem Namen 'Pygmaea Rubra' zahlreiche kleine Seerosenkreuzungen erhältlich. Wie 'Helvola' handelt es sich um eine Marliac-Züchtung, die in der Originalbeschreibung als rosafarben angegeben wird.
- Nymphaea 'Helvola' (Syn.: 'Pygmaea Helvola'): Die Blüten sind hellgelb. Diese Sorte ist etwas frostempfindlich, die Blüten öffnen sich nur bei vollem Sonnenschein. Es handelt sich um eine Kreuzung.